# Реитору

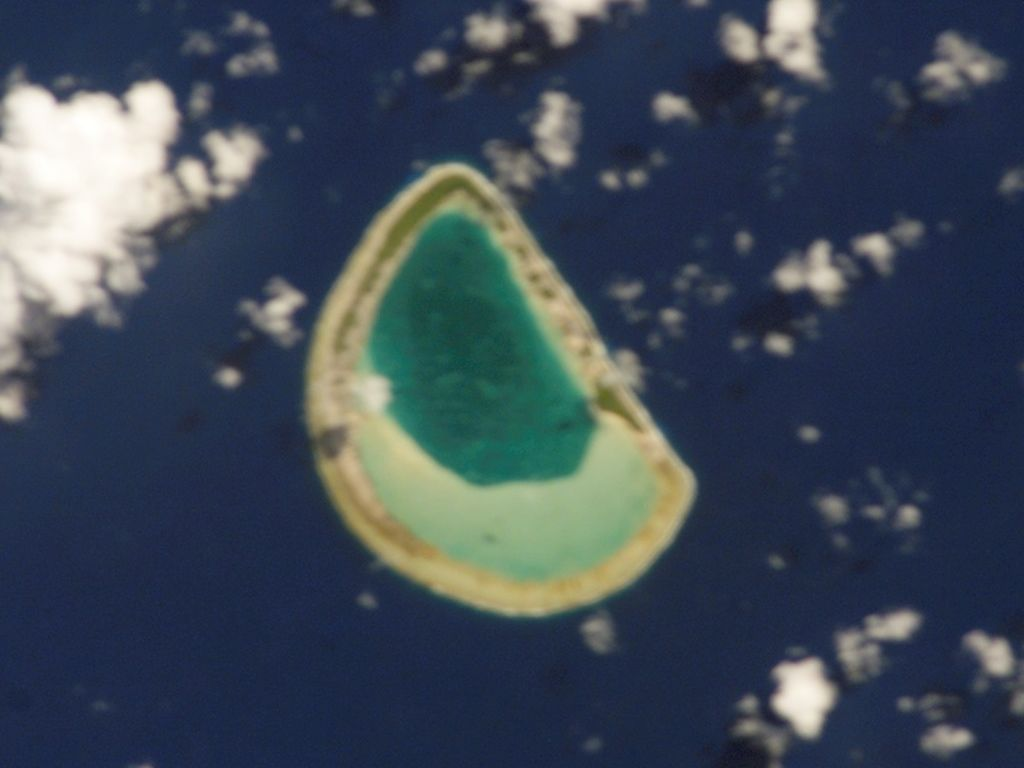
Космический снимок атолла.

Реитору (фр. Reitoru) — атолл в архипелаге Туамоту (Французская Полинезия). Расположен в 50 км к юго-западу от атолла Хикуэру.

## География
В центре атолла располагается небольшая лагуна площадью всего в 0,57 км², которая полностью изолирована от океанических вод.

## История
Реитору был открыт в 1768 году французским мореплавателем Луи Антуаном де Бугенвилем. В следующем году на острове побывал английский путешественник Джеймс Кук, давший ему название остров Бёрд, или Птичий остров. В течение XIX века Реитору был важным центром вылова драгоценного чёрного жемчуга. В 1903 году остров был сильно разрушен в результате циклона, погибло несколько сот человек.

## Административное деление
Административно входит в состав коммуны Хикуэру.

## Население
В 2007 году Реитору был необитаем, на острове полностью отсутствовала инфраструктура.